# Contea di Box Elder
La contea di Box Elder, in inglese Box Elder County, è una contea dello Utah, negli Stati Uniti. Aveva una popolazione di 57 666 abitanti nel 2020. Il capoluogo è Brigham City.

## Geografia fisica
La contea di Box Elder è posta all'estremità nordoccidentale dello Stato dello Utah al confine con l'Idaho a nord e il Nevada a ovest. Ha una superficie complessiva di 17428 km², dei quali il 14,95% è costituito da acque interne.
Il territorio è ricompreso in gran parte nella regione del Gran Bacino. La parte occidentale della contea è prevalentemente desertica e scarsamente popolata, mentre nella parte orientale, dove si concentrano i principali centri abitati, si elevano i monti Wellsville, che fanno parte della catena dei monti Wasatch. La zona meridionale è occupata dalla parte settentrionale del Gran Lago Salato e dal Deserto del Gran Lago Salato.

### Contee confinanti
- Contea di Cache - est
- Contea di Weber - sud-est
- Contea di Davis - sud-est
- Contea di Tooele - sud
- Contea di Elko (Nevada) - ovest
- Contea di Cassia (Idaho) - nord-ovest
- Contea di Oneida (Idaho) - nord

### Parchi e riserve naturali

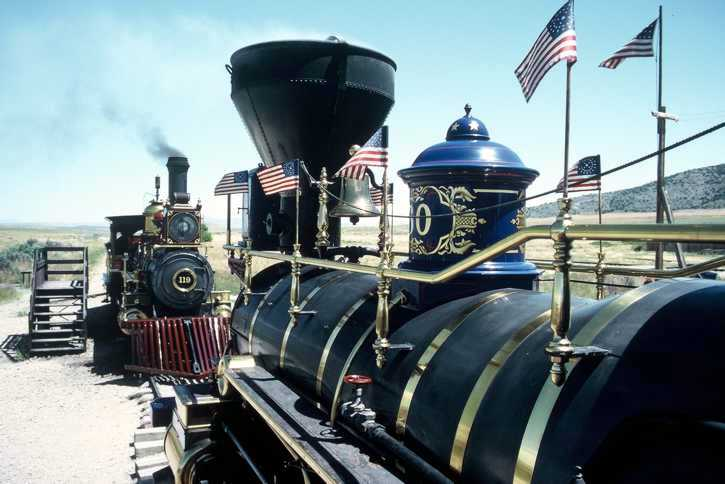
Il punto d'incontro dei due tronchi della prima ferrovia transcontinentale - Golden Spike National Historic Site

Nel territorio della contea di Box Elder sono presenti un parco statale e diverse aree nazionali protette, tra cui il sito di importanza storica nazionale di Golden Spike e la foresta nazionale di Caribou-Targhee.
Il parco statale di Willard Bay è un ampio bacino di acqua dolce situato lungo la costa nordorientale del Gran Lago Salato, dal quale è separato mediante una diga.
Il sito di importanza storica nazionale di Golden Spike fu istituito per ricordare il luogo in cui il 10 maggio 1869 fu completata la Prima Ferrovia Transcontinentale, con il congiungimento del tronco orientale, realizzato dalla compagnia ferroviaria Central Pacific, con
il tronco occidentale, costruito dalla Union Pacific.

## Storia
La presenza di popolazioni di cacciatori nomadi nella regione risale a 12000 anni, come attestato dagli scavi effettuati in una serie di grotte e caverne sulle coste del Gran Lago Salato (Danger Cave, Promontory Caves, Hogup Cave). La zona fu quindi parte del territorio occupato da popolazioni di indiani delle Grandi Pianure. I primi cacciatori di pellicce europei arrivarono nella regione a partire dal 1820. Il primo insediamento stabile ad opera di coloni mormoni risale al 1851, anno a cui risale anche la fondazione della città di Brigham City. I primi coloni dovettero spesso scontrarsi con gli indiani Shoshoni che già abitavano la regione.
La contea di Box Elder fu istituita nel 1856 ridefinendo i confini della contea di Weber.
La contea deve il suo nome agli alberi di acero americano (in inglese, box elder) presenti nella regione.

## Arte
Nella contea si trova un earthwork di Robert Smithson realizzato nel 1970 sulla riva del Gran Lago Salato, il Molo a spirale (in inglese Spiral Jetty).

## Comuni

### Cities
- Bear River City
- Brigham City (capoluogo)
- Corinne
- Garland
- Honeyville
- Perry
- Tremonton
- Willard

### Towns
- Deweyville
- Elwood
- Fielding
- Howell
- Mantua
- Plymouth
- Portage
- Snowville

### Census-designated places
- Riverside
- South Willard
- Thatcher